# Kaela Edwards
Kaela Edwards (* 8. Dezember 1993 in Aurora, Colorado) ist eine US-amerikanische Leichtathletin, die sich auf den Mittelstreckenlauf spezialisiert hat.

## Sportliche Laufbahn
Kaela Edwards wuchs in Highlands Ranch in Colorado auf und studierte ab 2014 an der Oklahoma State University – Stillwater. 2016 wurde sie NCAA-Collegehallenmeisterin über die Meile und 2023 startete sie im 800-Meter-Lauf bei den Weltmeisterschaften in Budapest und schied dort mit 2:02,22 min in der ersten Runde aus.

## Persönliche Bestleistungen
- 800 Meter: 1:59,68 min, 24. Juni 2018 in Des Moines
  - 800 Meter (Halle): 2:00,52 min, 18. Februar 2023 in Albuquerque
- 1500 Meter: 4:09,08 min, 16. Juni 2023 in Eugene
  - 1500 Meter (Halle): 4:11,00 min, 11. Februar 2017 in New York City
- Meile: 4:30,55 min, 20. August 2022 in Falmouth
  - Meile (Halle): 4:28,75 min, 11. Februar 2017 in New York City